# Rwenzori-apalis
De rwenzori-apalis (Oreolais ruwenzorii) is een zangvogel uit de familie Cisticolidae.

## Verspreiding en leefgebied
Deze soort komt voor in oostelijk Congo-Kinshasa, zuidwestelijk Oeganda, Rwanda en Burundi.

## Status
De grootte van de populatie is niet gekwantificeerd maar de soort wordt omschreven als plaatselijk algemeen. Op de Rode lijst van de IUCN heeft deze soort de status niet bedreigd.